# Reboulia occidentalis
Reboulia occidentalis là một loài rêu trong họ Aytoniaceae. Loài này được Douin & R.C.V. Douin mô tả khoa học đầu tiên năm 1918. Danh pháp khoa học của loài này chưa được làm sáng tỏ. 